# Willem-Alexander Baan
Die Willem-Alexander Baan ist ein künstlicher See in der Nähe der niederländischen Gemeinde Zevenhuizen, der seit 2012 als Regattastrecke für Rudersport verwendet wird.

## Geschichte
Die Planungen für die Willem-Alexander Baan gehen auf das Jahr 2002 zurück. Baubeginn der Anlage war im Jahr 2011. Obwohl die Regattabahn erst am 26. April 2013 durch ihren Namensgeber Willem-Alexander eröffnet wurde, fand schon im Jahr 2012 der erste Wettbewerb statt.
Die erste größere Veranstaltung auf der Willem-Alexander Baan waren die Ruderwettbewerbe der European Universities Games 2014. 2016 wurden sowohl die Ruder-Weltmeisterschaften 2016 als auch die U23-Weltmeisterschaften im Rudern und Junioren-Weltmeisterschaften im Rudern auf der Regattastrecke ausgetragen.

## Eigenschaften
Die Willem-Alexander Baan befindet sich parallel zur Rotte im Nordosten von Rotterdam.
Die für den Regattabetrieb verfügbare Strecke beträgt in der Länge 2000 m. Daneben befindet sich ein Parallelkanal für Trainingsfahrten und Wettkampfrichter.
Acht Bahnen können bei Wettbewerben mit einem Albano-System aufgeteilt werden.

## Veranstaltungen
- Ruder-Weltmeisterschaften 2016
- U23-Weltmeisterschaften im Rudern 2016
- Junioren-Weltmeisterschaften im Rudern 2016
- Rudern bei den European Universities Games 2014